# Назарьево (Сергиево-Посадский район)
Назарьево — деревня в Сергиево-Посадском районе Московской области России, входит в состав сельского поселения Лозовское.

## Население
| 1859 | 1895 | 1905 | 1926 | 2002 | 2006 | 2010 |
| ---- | ---- | ---- | ---- | ---- | ---- | ---- |
| 136  | ↘129 | ↘124 | ↗169 | ↘7   | ↗13  | ↗24  |

## География
Деревня Назарьево расположена на севере Московской области, в юго-восточной части Сергиево-Посадского района, примерно в 54 км к северу от Московской кольцевой автодороги и 5 км к востоку от железнодорожной станции Сергиев Посад.
В 0,5 км северо-западнее деревни проходит Ярославское шоссе М8, в 25 км к югу — Московское малое кольцо А107, в 6,5 км к северо-востоку — Московское большое кольцо А108, в 22 км к юго-востоку — Фряновское шоссе Р110.
К деревне приписано садоводческое товарищество (СНТ). Ближайшие сельские населённые пункты — деревни Абрамово, Ильинки и Тураково.

## История
В «Списке населённых мест» 1862 года — казённая деревня 1-го стана Александровского уезда Владимирской губернии по левую сторону Троицкого торгового тракта из города Алексадрова в Сергиевский посад Московской губернии, в 38 верстах от уездного города и становой квартиры, при речке Торгаше, с 25 дворами и 136 жителями (60 мужчин, 76 женщин).
По данным на 1895 год — деревня Ботовской волости Александровского уезда с 129 жителями (61 мужчина, 68 женщин). Основными промыслами населения являлись хлебопашество, выработка бумажных тканей и размотка шёлка, 6 человек уходили в качестве чернорабочих на отхожий промысел в Сергиев посад.
По материалам Всесоюзной переписи населения 1926 года — центр Назарьевского сельсовета Шараповской волости Сергиевского уезда Московской губернии в 1,6 км от местного шоссе и 6,4 км от станции Сергиево Северной железной дороги; проживало 169 жителей (78 мужчин, 91 женщина), насчитывалось 38 хозяйств (34 крестьянских), имелась школа.
С 1929 года — населённый пункт Московской области в составе:
- Тураковского сельсовета Сергиевского района (1929—1930)[13],
- Тураковского сельсовета Загорского района (1930—1963, 1965—1991)[14][15][16],
- Тураковского сельсовета Мытищинского укрупнённого сельского района (1963—1965)[15],
- Тураковского сельсовета Сергиево-Посадского района (1991—1994)[16],
- Тураковского сельского округа Сергиево-Посадского района (1994—2006)[17],
- сельского поселения Лозовское Сергиево-Посадского района (2006 — н. в.)[18][19].